# 姜弘立
姜 弘立（きょう こうりつ、カン・ホンリプ、嘉靖39年（1560年） - 天啓7年7月27日（1627年9月6日））は、李氏朝鮮中期の官僚・将軍。サルフの戦いで後金に降伏し、丁卯胡乱で朝鮮に帰った。

## 生涯

### 出身
本貫は慶尚南道晋州（晋州姜氏）、京畿道始興で生まれた。字は君信、号は耐村である。晋州姜氏は高麗朝で顕官にあった名門で、祖父姜士尚は宣祖朝の右議政、父姜紳も右賛成の高官であった。1589年、進士に合格し、1597年に謁聖文科に及第、説書・検閲などの官職を経て、1605年、陳奏使の書状官として明に赴いた。1608年、輔徳となり、翌年漢城府右尹、1614年、巡検使に任命された後、1618年に晋寧君に封じられている。

### 満州出兵、降伏
この年、明が後金討伐のため朝鮮に助兵を求めてきた。光海君は新興の後金を恐れたが、文禄・慶長の役（壬辰倭乱・丁酉再乱）で明軍の援助を受けた恩があるため、何度もためらった。結局、朝廷では名分論が優位を占めたため、光海君はやむなく派遣軍都元帥として姜弘立を指名した。姜弘立は3度も辞職願いを出して固辞したが、光海君は万一の時は降伏せよと密かに言い含め、姜弘立に五道都元帥の職を授け、1万3000人の兵力を与えて出征させた。
1619年、朝鮮軍は劉綎の南路軍に属して後金の都ヘトゥアラを目指したが、姜弘立は極秘裏に通事をヘトゥアラに送り、朝鮮の今回の出兵は本意ではなかったと伝えている。しかし、明の大軍はサルフの戦いでヌルハチの満州軍に各個撃破され、朝鮮軍も富車（フチャ）の野で後金軍の襲撃を受けた。この戦いで朝鮮軍の前衛隊は全滅したが、包囲された本隊には後金から降伏の誘いがあり、姜弘立はこれを受諾した。

### 抑留期
1620年、後金に抑留されていた朝鮮軍捕虜は釈放されて帰国したが、姜弘立と副元帥・金景瑞など10余名は帰国を許されず、金都老城（ヘトゥアラ）に留まった。だが、残留した朝鮮捕虜はヌルハチの厚遇を受けた。とりわけ姜弘立はヌルハチの次男ダイシャン（代善）の養女と結婚、明の捕虜500人を下人として下賜された。この間、姜弘立は何度も光海君と密書のやり取りをし、後金の事情を伝えている。光海君は明と後金に両面政策を取り、何とか平和を維持していた。
だが、長い抑留生活の間に情勢は大きく変化する。1626年にヌルハチが死んで八男ホンタイジ（皇太極）が即位し、朝鮮でも光海君がクーデター（仁祖反正）によって廃位されて甥の仁祖が即位した。朝鮮の新政権は親明反後金政策を鮮明にし、明将毛文龍の鉄山駐兵を認めた。

### 帰国
1627年1月、ホンタイジはアミン（阿敏）に3万の兵を授けて朝鮮に進撃させ（丁卯胡乱）、姜弘立はこの遠征軍に案内役として同行することになった。後金は明軍を蹴散らし、毛文龍は逃亡、後金軍侵攻の知らせを受けた仁祖の朝廷は江華島に逃れたが、姜弘立は後金の使者とともに江華島に行き、両国の和平実現のために外交能力を発揮した。1627年3月3日、江華島で後金と朝鮮は兄弟の関係であるとする比較的穏やかな和平案がまとまり、アミンの満州軍は撤退した。姜弘立はそのまま朝鮮に残留したが、満州軍の先陣を買って出た裏切り者であると批判が起こり、すべての資格を剥奪され、同年7月27日に死んだ。死後、名誉は回復されている。